# Bossay-sur-Claise
Bossay-sur-Claise – miejscowość i gmina we Francji, w Regionie Centralnym, w departamencie Indre i Loara.